# Новочетвертинський замок
Новочетвертинський замок — замок, збудований Яцеком Четвертинським у 1585 році на річці Стир.

## Історія
Спочатку володіння Олександра Святополковича з київських князів, який вперше почав писати себе як князь Святополк на Чвертні. Тоді ж село отримало назву Стара Четвертня, оскільки сусіднє село Боровичі, після побудови там замку, стало називатися Новою Четвертнею. Споруда розташовувалася на річці Стир і була захищена земляними валами. Яцек Четвертинський одружився з Катажиною Бокійовною і мав з нею дочку Анну та синів Стефана та Федора. У XVI столітті замок, як посаг, перейшов у володіння князя Януша Збарського, воєводи Брацлавського, який був одружений з Анною Четвертинською. Після вимирання родини Збарських у 1625 році село повернулося до родини Четвертинських. Наприкінці ХІХ століття воно стало власністю Геліодора Четвертинського. У ХІх столітті село придбав Копчеров.